# Martell (cognac)
La Martell è una delle più antiche case di cognac. Fondata nel 1715 da Jean Martell (1694-1753), fa parte della filiale Martell Mumm Perrier- Jouët del complesso francese di vini e liquori Pernod Ricard.

## Storia

### Origini
Nel 1715, Jean Martell, giovane commerciante di Jersey, fondò la sua attività di commercio di brandy a Cognac, sulle rive del fiume Charente, e così fondò una delle prime case di cognac che esportarono fin dal 1720 ad Amburgo, Liverpool e Londra. Alla sua morte, avvenuta nel 1753, la casa fu gestita dalla vedova Rachel Lallemand, una vera e propria imprenditrice e poi, dal 1775, passò ai suoi due figli Jean e Frederic che svilupparono e trasformarono la casa d'affari in una solida compagnia. La J&F Martell divenne la prima casa di cognac in Inghilterra nel 1814 e cambiò in Martell & Cie nel 1820.

### Sviluppo
Nel 1831, Martell creò il suo primo cognac «VSOP» (Very Superior Old Pale) e proseguì la sua espansione internazionale. La sua fama si diffuse in tutto il mondo, con le prime esportazioni nella seconda metà del XIX secolo in Giappone e in altri mercati asiatici, come le Indie olandesi, l'Indocina, la Malesia e la Corea.
Cordon Bleu, creato nel 1712, è senza dubbio il riferimento più noto dell'azienda.
Il Martell è servito a bordo della Queen Mary nel 1936 nonché a bordo del Concorde nel 1977.
Nel 1987, Seagram assume il controllo del produttore francese per 1,2 miliardi di dollari.
Dopo l'acquisto di alcune bevande alcoliche del gruppo Seagram nel 2001, la Martell appartiene al complesso dei superalcolici Pernod Ricard.
Negli anni 2000, la Martell lancia nuovi cognac: «Martell XO», nel 2005, «Martell Création Grand Extra» nel 2007, all'interno di una boccetta creata dall'artista e designer del vetro Serge Mansau. Nel 2009, la Martell lancia il suo famoso cognac, L'Or de Jean Martell. Nel 2011, la Martell arricchisce la sua gamma di «ultra prestigio» con un cognac d'eccezione «Prospettiva Martell Chanteloup», un tributo alla competenza dei maestri di cantina e della proprietà di Chanteloup.
Nel 2006, la Martell entra a far parte del Comité Colbert, un'associazione che si occupa dell'influenza internazionale delle case di lusso francesi.
Nel 2010, la Martell rinnova il suo patrocinio con il Castello di Versailles, iniziato nel 2007, sostenendo il restauro dell'anticamera della regina. Nel 2012, la Martell Cordon Bleu, lanciata da Edouard Martell nel 1912 all'hotel di Parigi di Monaco, celebra il centenario in questo stesso luogo. In occasione della celebrazione del suo trecentenario, il 20 maggio del 2015, la Martell offre il passaggio della Patrouille de France ai suoi ospiti, riuniti nel castello.

## Competenze

### Les Borderies
Les Borderies è il territorio più piccolo e uno dei più prestigiosi del comune di Cognac per via della rarità e della qualità delle acquaviti alle quali dà vita. Quando nel 1715  fonda la sua casa, Jean Martell già si interessa al territorio delle Bonderies. Le sue varietà di Trebbiano bianco conferiscono ai suoi cognac una ricchezza aromatica caratterizzata da note di frutta candita e di spezie dolci.

### Distillazione
La Martell ha sviluppato un metodo di distillazione che le è proprio, utilizzando degli alambicchi tradizionali in rame del dipartimento della Charente. Supervisionato dal maestro di cantina, il processo di distillazione si avvale di una tecnica e di una competenza trasmesse fin dai tempi di Jean Martell.

### Fase di invecchiamento
Per quest'ultima fase di maturazione, la Martell ha scelto, fin dalla sua creazione, l'invecchiamento all'interno di botti di rovere. Le doghe delle botti sono ricavate dalle querce sessili a grana fine della foresta di Tronçais. Quando il processo di maturazione è giunto al termine, controllato regolarmente dal maestro di cantina, vengono prelevate le acquaviti per la fase di assemblaggio, che darà vita al cognac.

## Patrimonio della casa Martell

### La località di Gâtebourse
A partire dal XVIII secolo, Jean Martell entra in possesso di una piccola casa in città, dotata di aree di stoccaggio. Dovrà trovare velocemente degli spazi al di fuori delle mura della città, acquistando, nel 1750, il podere di Gâtebourse.

### La tenuta di Chanteloup
Costruita a qualche chilometro di distanza dal comune di Cognac, la tenuta di Chanteloup è un tipico palazzo della Charente circondato da boschi e vigneti quando, nel 1838, Théodore Martell (1793-1872) la acquistò. Quest'ultimo la ingrandì gradualmente, creando un parco, degli orti, un piccolo frutteto di arance e delle stalle. Édouard Martell, durante la crisi della filossera, vi installò un laboratorio per cercare una cura contro la malattia e mise a disposizione delle parcelle per gli esperimenti. Nel 1920, Maurice Firino Martell ereditò la casa e la fece ricostruire dall'architetto di Cognac, Jean Chalard, in stile anglo-normanno, per sua moglie Elisabeth. Successivamente, la tenuta divenne un luogo di accoglienza della Casa Martell, che riceveva ospiti di prestigio.

### La distilleria di Gallienne
La tenuta di Gallienne, a Javrezac, nel cuore delle Borderies, viene acquistata dalla Martell nel 1953, per installarvi la sua nuova distilleria. Conserva il procedimento originale, sviluppato dalla casa Martell fin dal 1750. Nel 1963, venne costruita la prima distilleria dotata di 10 caldaie da 10 hl, ne venne edificata una seconda nel 1973 con 8 caldaie da 25 hl e 4 da 130 hl. Nel 1993, venne costruita una terza distilleria con alambicchi automatici.

## Gamma di prodotti
La Martell seleziona i vini della regione di Cognac: Borderies, Grande Champagne, Petit Champagne e Fins Bois.
- Martell VS: creato più di 150 anni fa sotto il nome di Trois Étoiles, il Martell VS (Very Special) è indicato soprattutto per la degustazione di long drink o cocktail.
- Martell VSOP: (Very Superior Old Plate) è un cognac ricavato da antiche acquaviti selezionate tra le migliori della regione di Cognac.
- Martell Noblige: le antiche acquaviti che compongono il Martell Noblige gli conferiscono una densità poco comune nella sua categoria.
- Martell Cordon Bleu: il Cordon Bleu venne creato da Édouard Martell nel 1912. È caratterizzato da un gusto con note di frutta candita e pan di zenzero.
- Martell XO: selezione di vini delle Borderies e della Grande Champagne. La bottiglia è arcuata.
- Martell Chanteloup: Cognac «Extra», che riunisce le acquaviti, alcune delle quali sono rimaste ad invecchiare per diversi anni nelle cantine di Chanteloup.
- Martell Création Grand Extra: selezione di vini delle Bonderies e della Grande Champagne.
- Martell Cohiba: selezione di antiche acquaviti provenienti dalla regione della Grande Champagne.Caratterizzato da note di fiori secchi.
- L'Or de Jean Martell: miscela di vini delle Bonderies e della Grande Champagne. Questo tipo di cognac riunisce oltre quattrocento acquaviti, alcune delle quali hanno più di un secolo.